# Ce que pensait Roger
Ce que pensait Roger (titre original en anglais Roger's Version) est un roman de l'écrivain américain John Updike publié originellement le 12 août 1986 aux États-Unis et en français le 2 février 1988 aux éditions Gallimard. Il s'agit du deuxième volume de la trilogie de « La Lettre écarlante » précédé par Un mois de dimanches (1975) et suivi de S (1988).

## Réception critique
À sa parution le livre a été diversement accueilli ; plutôt sur la réserve par Richard Eder dans le Los Angeles Times ou Publishers Weekly et plus chaleureusement par David Lodge dans The New York Times.

## Éditions
- (en) Roger's Version, Alfred A. Knopf Publishers, 1986  (ISBN 978-0-394-55435-8), 329 p.
- Ce que pensait Roger, éditions Gallimard, 1988  (ISBN 9782070712076), 396 p.
- (en) Roger's Version, Random House, 1996  (ISBN 9780449912188), 352 p.